# رود کویسه
رود کویسه (به لاتین: Kuise River) یک رود در ژاپن است که در  ۲۳٫۸ کیلومتر است.